# Блакитна мечеть (Казань)
Блакитна мечеть (Четверта соборна, тат. Zəŋgər məçet, Зәңгәр мәчет) — мечеть у Казані, в Старо-Татарській слободі, пам'ятник татарської храмової архітектури. Назву отримала за кольором стін. Побудована в 1815-19 рр. в стилі класицизму на кошти казанського купця Ахмета Аітова-Заманова. Архітектор невідомий. Двоповерхова двозальна мечеть-джамі з триярусним мінаретом на даху.

## Історія мечеті
У 1864 р. купець Г. Б. Мустакімов пожертвувавши власну земельну ділянку, розширив мечеть на три вікна по фасаду і спорудив навколо неї огорожу за проектом архітектора П. І. Романова. У 1907 р. купець Г. А. Ішмуратов збільшив міхрабну частину будівлі перебудовою, а також розширив комору мечеті. Мечеть четвертого приходу була закрита постановою Секретаріату ТатЦВКа від 10 березня 1932 р. В 1930-і рр. мінарет розібраний. У радянський час використовувалася під житло. З 1993 р. використовується за призначенням, проте, мінарет був відновлений тільки в 2009 році.

## Історія махалли

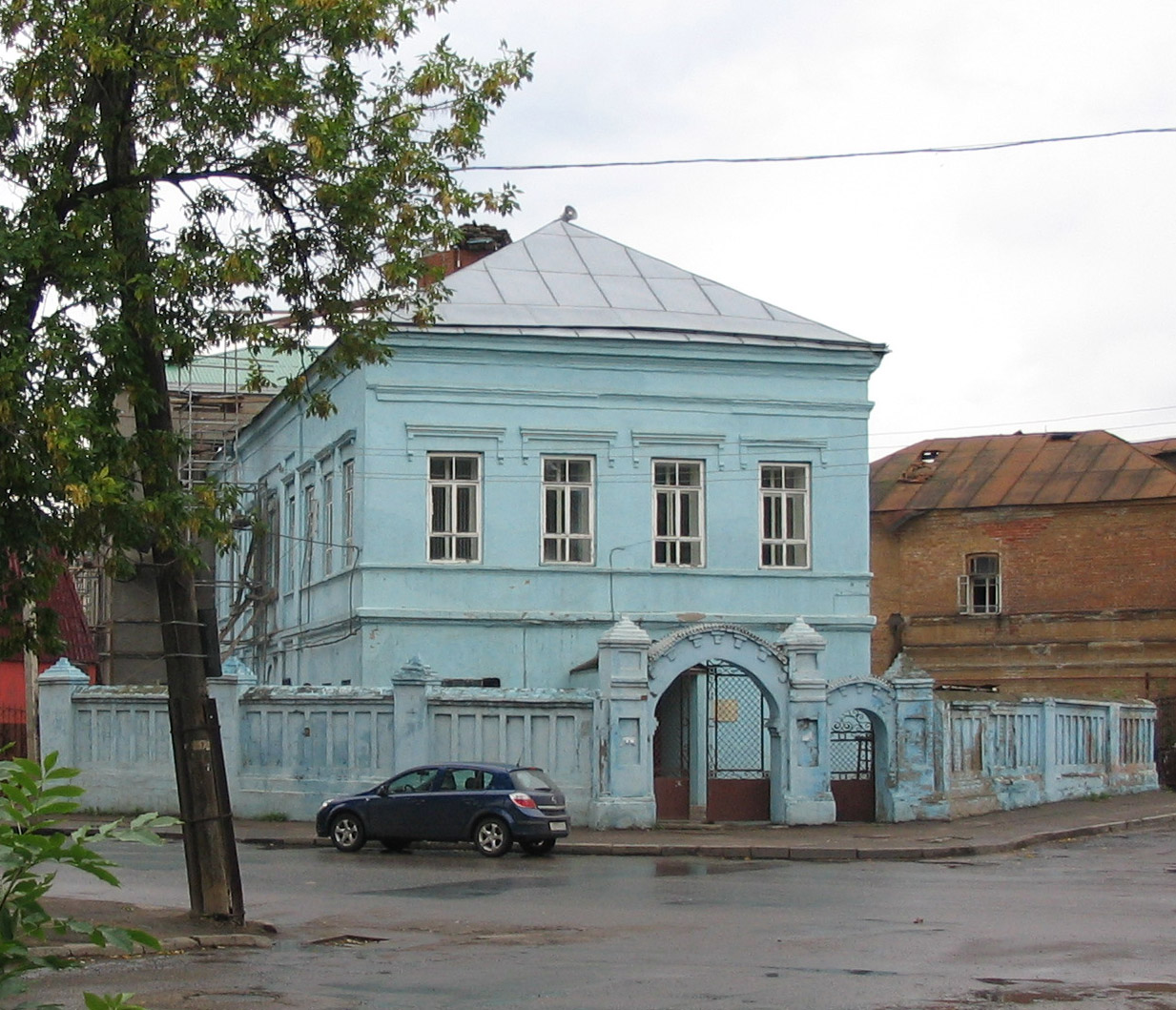
Вигляд з вулиці С. Садикової (колиш. Наріманова)

Виникнення приходу відноситься до 1778 р., коли на ділянці, де раніше знаходився тік, була побудована дерев'яна мечеть, четверта на той момент в місті. Громада була відома як «махалля рабів», напевно тому, що в цій частині Старо-Татарської слободи жило найбідніше і безправне мусульманське населення. У 1815 р. стару дерев'яну мечеть перевезли в село Суиксу і почали будівництво цегляної на кошти купця Ахмета Ісхаковича Аітова-Заманова, який не шкодував коштів, незважаючи на те, що сам проживав в махалле Першої соборної мечеті.
Історія махалли пов'язана з двома династіями священнослужителів. Одним з перших проповідників був Абденнасір Рахманкулов, який закінчив медресе в Каргалах. У 1825 р. він приїхав до Казані і став виконувати обов'язки імам-хатиба і мударріса при Четвертійї мечеті. Він вперше в цій мечеті заснував медресе, нині відоме як «Халідія». Купці Арсаєві побудували для нього окрему будівлю.
Після смерті Абденнасіра в 1835 р. імамом став його брат Хабібулла Рахманкулов. У 1850 р. його змінив Хаммад Халітов, який закінчив бухарське медресе. Після смерті Халітова в 1864 році його місце зайняв знову Рахманкулов — Гіясетдін Хабібуллович. У 1870 р. він помер, і на посаду імама затвердили Мухаметзакіра Хаммадовича Халітова. У 1894 р. місце імама зайняв його син Ібрагім Халітов. І Мухаметзакір і Ібрагім були прихильниками «бухарської» школи.
Махалля мечеті була досить численною. У 1916 р. в ній проживало 792 чоловіки і 814 жінок, 82 домовласника. У другій половині XIX — початку XX ст. в колись бідній громаді з'являються великі підприємці і меценати. Можна виділити сім'ю купців 1-ї гільдії Мустакімових. Родоначальник династії Габдельманнан Біккенеєвич довгі роки був попечителем мечеті. В кінці XIX ст. турботи про храм взяли на себе Айтуганові, які пожертвували громаді нову будівлю медресе. Однак вони незабаром розорилися і турботи про прихід лягли на купця і промисловця Абдрахмана Ахметовича Ішмуратова.

## Список джерел та літератури
- Саліхов, Р. Р. Історичні мечеті Казані / Р. Р. Саліхов, Р. Р. Хайрутдінов. — Казань: Татар. кн. вид-во, 2005. — 191 с.
- Блакитна мечеть на порталі «Мечеті Росії»